# Aleš Havlíček
Aleš Havlíček (15. ledna 1956 Třebíč – 22. července 2015) byl český filozof, vysokoškolský pedagog, editor filosofické literatury a díla Jana Patočky a překladatel. Zabýval se hlavně Platónem, fenomenologií a politickou filosofií. Od září 2011 do smrti byl děkanem Filozofické fakulty Univerzity Jana Evangelisty Purkyně.

## Život a působení
Po studiu na jaderné průmyslovce studoval na Fakultě jaderné a inženýrské fyziky ČVUT a začal docházet do bytových seminářů Ladislava Hejdánka a stal se jedním z jeho nejbližších žáků. Proto byl roku 1980 vyloučen ze studia a pracoval v různých pomocných profesích, v letech 1982–1987 vystudoval dálkově obor radiotechnika na Vysokém učení technickém v Brně.
V roce 1991 založil nakladatelství ΟΙΚΟΥΜΕΝΗ (Oikúmené), které od té doby řídil, a s Ladislavem Hejdánkem filosofický časopis Reflexe, jejž vydával a redigoval. V letech 1990–2007 působil jako vysokoškolský učitel na Fakultě sociálních věd Univerzity Karlovy v Praze, roku 2003 získal titul PhD a roku 2007 se habilitoval na Filozofické fakultě Univerzity Karlovy v Praze. Od 1. září 2011 zastával funkci děkana Filozofické fakulty Univerzity Jana Evangelisty Purkyně v Ústí nad Labem.
Aleš Havlíček byl členem České platónské společnosti, založené v roce 1997 z jeho iniciativy a které v letech 2002–2007 předsedal. Od roku 2003 byl členem International Plato Society, pro niž pořádal mezinárodní Platónský seminář v Praze.
Zemřel roku 2015. Pohřben byl na pražském Břevnovském hřbitově.

## Publikace
Z mnoha zejména časopiseckých publikací nejnověji vyšlo:
- Havlíček, A., Pokrok jako více než změna. In: Dějiny – teorie – kritika, 2, 2009, str. 307–314 (ISSN: 1214–7249).
- Havlíček, A. – Fořtová, H., Poznámky a komentář. In: Cicero, O věcech veřejných/De re publica. Praha: OIKOYMENH 2009. Str. 201–422 (ISBN 978-80-7298-133-5).
- Havlíček, A., Duše, tělo a Já. In: Havlíček, A. – Jinek J. (vyd.), Platónův dialog Alkibiadés. Praha: OIKOYMENH 2009, kap. V, s. 90–101 (ISBN 978-80-7298-426-8).
- Havlíček, A., Jednota ctností v Platónových dialozích. In: Jabůrek, M., Jednota a mnohost, Olomouc: CDK 2008, s. 172–180 (ISBN 978-80-7325-165-9).
- Havlíček, A., Die Bedeutung der phronêsis für die Erläuterung der aretê im Menon. In: Erler, M. – Brisson, L. (eds.), Gorgias – Menon. Selected Papers from the Seventh Symposium Platonicum. Bd. 25, Sankt-Agustin 2007, s. 228–233 (ISBN 978-3-89665-357-4).